# Vườn quốc gia Bukit Duabelas
Vườn quốc gia Bukit Duabelas là một vườn quốc gia nằm ở đảo Sumatra, Indonesia. Nó là đại diện của rừng mưa nhiệt đới đất thấp ở tỉnh Jambi. Chỉ có phần phía bắc của vườn là rừng nhiệt đới nguyên sinh, phần còn lại là rừng thứ sinh do hệ lụy của việc khai thác gỗ trước đây. Đây là nơi sinh sống của những người Orang Rimba bản địa.

## Địa lý
Vườn quốc gia được đặt tên theo cảnh quan đồi núi có mặt tại đây bao gồm các ngọn đồi Punai (164 mét), Panggang (328 mét) và Kuran (438 mét). Khu vực này là lưu vực nước quan trọng đầu nguồn cho sông Batang Hari.

## Động thực vật
Trong số 120 loài thực vật có mặt trong vườn quốc gia có những loài quý hiếm như Eusideroxylon zwageri, Koompassia excelsa cao tới 80 mét, Dyera costulata có đường kính lên tới 2 mét và mây đang.
Về động vật, đây là nơi trú ẩn quan trọng của vượn mực, báo gấm, cheo cheo Java, gấu chó, mang Sumatra, mèo báo, rái cá mũi lông, sói đỏ, thỏ vằn Sumatra và diều hoa Miến Điện.